# فالتر فون ديك
وولتر فرانز أنطون فون ديك (بالألمانية: Walther von Dyck)‏ هو عالم رياضيات ألماني.